# Тролови (филм)
Тролови (енгл. Trolls) је амерички рачунарски-анимирани мјузикл-хумористички филм comedy film из 2016. године продуциран од стране DreamWorks Animation-а и базиран на луткама срећних тролова творца Томаса Дама. Филм је режирао Мајк Мичелса сценаријом Џонатана Ајбела и Блена Бергера из приче Ерике Ривиноже. Гласове позајмљују Ана Кендрик, Џастин Тимберлејк, Кристофер Минц Плас, Зои Дешанел, Кристин Барански, Расел Бранд, Џејмс Корден, Џефри Тамбор, Џон Клиз и Гвен Стефани. Филм прати два трола који се труде да спасу своје село од уништења од стране Бергена, бића која тролове једу да би била срећна.
Филм је имао премијеру 8. окторба 2016. године на Лондонском филмском фестивалу и биоскопски је објављен у Сједињеним Државама 4. новембра, од стране -а. Филм је добио помешан пријем критичара и зарадио је 347 милиона америчких долара широм света преко буџета од 125 милиона америчких долара. Добио је номинацију за Оскара за најбољу оригиналну песму за песму „Can't Stop the Feeling!”. Филм је имао премијеру У Србији 3. новембра 2016. године, од стране MegaCom Film-а. Српску синхронизацију је радио Moby.
Наставак, Тролови: Светска турнеја, објављен је 10. априла 2020. године.

## Радња
Када Мака, оптимистична и весела принцеза Тролова започне опасну мисију спашавања својих најбољих другара од гладних Бергена, она долази до тога да моли Закерала за помоћ, градског кувара и песимистичног реалисту који жели принцези да докаже да свет нису колачићи и дуге. Њих двоје ће се заједно упустити у авантуру која ће их одвести ван света који им је познат.

## Улоге
| Лик      | Оригинални глас   | Српски глас        |
| -------- | ----------------- | ------------------ |
| Мака     | Ана Кендрик       | Ана Штајдохар      |
| Закерало | Џастин Тимберлејк | Марко Мандић       |
| Бриџет   | Зои Дешанел       | Љиљана Стјепановић |